# Плегер, Анри
Анри Плегер (фр. Henri Pleger; 25 октября 1898, Беттамбур, Эш-сюр-Альзетт — 5 июля 1982, Люксембург) — люксембургский легкоатлет, выступавший в прыжках в длину и высоту. Участник летних Олимпийских игр 1920 года.

## Биография
Анри Плегер родился 25 октября 1898 года в люксембургском городе Беттамбур.
В 1920 году вошёл в состав сборной Люксембурга на летних Олимпийских играх в Антверпене. В прыжках в длину занял в квалификации 23-е место, показав результат 5,815 метра и уступив 80,5 сантиметра попавшему в финал с 6-го места Эрлингу Остаду из Норвегии. В прыжках в высоту занял в квалификации последнее, 20-е место с результатом 1,60 — на 20 сантиметров меньше норматива, дававшего право выступить в финале.
Умер 5 июля 1982 года в городе Люксембург.

## Личный рекорд
- Прыжки в длину — 6,18 (1920)[3]
- Прыжки в высоту — 1,665 (1920)[3]